# بخش رامچاپ
بخش رامچاپ (به لاتین: Ramechhap District) یک بخش در نپال است که در استان شماره ۳ واقع شده‌است. بخش رامچاپ ۱٬۵۴۶ کیلومتر مربع مساحت و ۲۰۲٬۶۴۶ نفر جمعیت دارد.